# Chuck Berry/Diskografie
Diese Diskografie ist eine Übersicht über die musikalischen Werke des US-amerikanischen Sängers Chuck Berry. Den Schallplattenauszeichnungen zufolge hat er bisher mehr als 5,7 Millionen Tonträger verkauft, davon alleine in seiner Heimat über 3,5 Millionen. Seine erfolgreichste Veröffentlichung ist die Single Johnny B. Goode mit über 1,6 Millionen verkauften Einheiten.

## Alben

### Studioalben
| Jahr | Titel                           | Höchstplatzierung, Gesamtwochen, AuszeichnungChartplatzierungen (Jahr, Titel, Platzierungen, Wochen, Auszeichnungen, Anmerkungen) | Höchstplatzierung, Gesamtwochen, AuszeichnungChartplatzierungen (Jahr, Titel, Platzierungen, Wochen, Auszeichnungen, Anmerkungen) | Höchstplatzierung, Gesamtwochen, AuszeichnungChartplatzierungen (Jahr, Titel, Platzierungen, Wochen, Auszeichnungen, Anmerkungen) | Höchstplatzierung, Gesamtwochen, AuszeichnungChartplatzierungen (Jahr, Titel, Platzierungen, Wochen, Auszeichnungen, Anmerkungen) | Höchstplatzierung, Gesamtwochen, AuszeichnungChartplatzierungen (Jahr, Titel, Platzierungen, Wochen, Auszeichnungen, Anmerkungen) | Höchstplatzierung, Gesamtwochen, AuszeichnungChartplatzierungen (Jahr, Titel, Platzierungen, Wochen, Auszeichnungen, Anmerkungen) | Anmerkungen |
| Jahr | Titel                           | DE | AT | CH | UK | US | R&B | Anmerkungen |
| ---- | ------------------------------- | --- | --- | --- | --- | --- | --- | --- |
| 1963 | Chuck Berry on Stage            | — | — | — | UK6 (11 Wo.)UK | US29 (17 Wo.)US | — | Studioalbum mit eingespielten Publikumsgeräuschen                                                                   |
| 1965 | St. Louis to Liverpool          | — | — | — | — | US124 (7 Wo.)US | — | |
| 1972 | The London Chuck Berry Sessions | — | — | — | — | US8 Gold · (47 Wo.)US | R&B8 (33 Wo.)R&B | Studioaufnahmen und Liveaufnahmen vom Auftritt beim Lanchester Arts Festival in Coventry mit der Average White Band |
| 1973 | Bio                             | — | — | — | — | US175 (6 Wo.)US | R&B58 (2 Wo.)R&B | |
| 1986 | Rock ’n’ Roll Rarities          | — | — | — | — | US110 (5 Wo.)US | — | Erstveröffentlichung: März 1986                                                                                     |
| 2017 | Chuck                           | DE31 (3 Wo.)DE | AT19 (4 Wo.)AT | CH14 (6 Wo.)CH | UK9 (4 Wo.)UK | US49 (2 Wo.)US | — | Erstveröffentlichung: 9. Juni 2017                                                                                  |

grau schraffiert: keine Chartdaten aus diesem Jahr verfügbar
Weitere Studioalben
- 1957: After School Session
- 1958: One Dozen Berrys
- 1959: Berry Is on Top
- 1960: Rockin’ at the Hops
- 1960: Juke Box Hits
- 1964: Two Great Guitars (mit Bo Diddley)
- 1965: Chuck Berry in London
- 1965: Fresh Berry’s
- 1967: Chuck Berry in Memphis
- 1967: Chuck Berry’s Golden Hits
- 1969: Concerto in B Goode
- 1970: Back Home
- 1971: San Francisco Dues
- 1972: Rock and Roll Music
- 1972: Super Deluxe
- 1975: Chuck Berry
- 1976: Portrait (2 12inch-Alben)
- 1979: Rockit
- 1980: The Dominoes & King Size Taylor (mit King Size Taylor & the Dominos)
- 1982: Toronto Rock ’n’ Roll Revival 1969, Volume II
- 1982: Chuck Berry
- 1983: Alive and Rockin’
- 1987: Hail! Hail! Rock ’n’ Roll Original Motion Picture Soundtrack
- 1988: Rock ’n’ Roll Music
- 1990: Story 1955–1958 (2 CDs)
- 1992: Blues Berry
- 1998: The Musketeers of Rock & Roll (mit Jerry Lee Lewis und Little Richard)
- 2003: Eddy Mitchell Presente Les Rois du Rock Chuck Berry
- 2014: Chuck Berry (2 LPs)

### Livealben
- 1967: Live at the Fillmore Auditorium – San Francisco (mit The Miller Band)
- 1976: Live in Concert
- 1981: Live
- 1981: Tokyo Session
- 1994: Live!
- 2003: Chuck Berry Live

### Kompilationen
| Jahr | Titel                                                                     | Höchstplatzierung, Gesamtwochen, AuszeichnungChartplatzierungen (Jahr, Titel, Platzierungen, Wochen, Auszeichnungen, Anmerkungen) | Höchstplatzierung, Gesamtwochen, AuszeichnungChartplatzierungen (Jahr, Titel, Platzierungen, Wochen, Auszeichnungen, Anmerkungen) | Höchstplatzierung, Gesamtwochen, AuszeichnungChartplatzierungen (Jahr, Titel, Platzierungen, Wochen, Auszeichnungen, Anmerkungen) | Höchstplatzierung, Gesamtwochen, AuszeichnungChartplatzierungen (Jahr, Titel, Platzierungen, Wochen, Auszeichnungen, Anmerkungen) | Höchstplatzierung, Gesamtwochen, AuszeichnungChartplatzierungen (Jahr, Titel, Platzierungen, Wochen, Auszeichnungen, Anmerkungen) | Anmerkungen                                                                                            |
| Jahr | Titel                                                                     | DE | CH | UK | US | R&B | Anmerkungen                                                                                            |
| ---- | ------------------------------------------------------------------------- | --- | --- | --- | --- | --- | --- |
| 1963 | Chuck Berry                                                               | — | — | UK12 (16 Wo.)UK | — | — | |
| 1964 | More Chuck Berry                                                          | — | — | UK9 (8 Wo.)UK | — | — | alternative Albumtitel: Twist und Rhythm & Blues Rendez-Vous                                           |
| 1964 | Chuck Berry’s Greatest Hits                                               | — | — | — | US34 (21 Wo.)US | — | |
| 1964 | His Latest and Greatest                                                   | — | — | UK8 (7 Wo.)UK | — | — | |
| 1964 | You Never Can Tell                                                        | — | — | UK18 (2 Wo.)UK | — | — | Erstveröffentlichung: September 1964                                                                   |
| 1967 | Chuck Berry’s Golden Decade                                               | — | — | — | US72 (20 Wo.)US | — | |
| 1972 | St. Louie to Frisco to Memphis                                            | — | — | — | US185 (7 Wo.)US | — | Liveauftritt im Fillmore mit der Steve Miller Band                                                     |
| 1973 | Chuck Berry’s Golden Decade, Vol. 2                                       | — | — | — | US110 (8 Wo.)US | — | |
| 1977 | Motorvatin’                                                               | — | — | UK7 (9 Wo.)UK | — | — | |
| 1999 | The Best of Chuck Berry: 20th Century Masters – The Millennium Collection | — | — | — | US134 (4 Wo.)US | — | Erstveröffentlichung: 23. März 1999 Charteinstieg erst 2012                                            |
| 2000 | Gold                                                                      | — | CH48 (1 Wo.)CH | — | — | — | Erstveröffentlichung: 27. Juni 2000 posthumer Charteinstieg nach Chuck Berrys Tod am 18. März 2017     |
| 2000 | The Definitive Collection                                                 | — | CH75 (1 Wo.)CH | — | US33 (1 Wo.)US | — | Erstveröffentlichung: 20. November 2000 posthumer Charteinstieg nach Chuck Berrys Tod am 18. März 2017 |

grau schraffiert: keine Chartdaten aus diesem Jahr verfügbar
Weitere Kompilationen
- 1966: Greatest Hits
- 1966: Chuck Berry
- 1967: Rock ’n’ Roll (mit Fats Domino und Jerry Lee Lewis)
- 1970: I’m a Rocker
- 1972: Rock ’n’ Roll with Chuck Berry / The Best of Chuck Berry (DE, 2 LPs)
- 1972: Johnny B. Goode
- 1972: Greatest Hits, Vol. 2
- 1973: Rock Hits
- 1973: Sweet Little Rock and Roller
- 1973: Original Oldies Vol. 2
- 1973: The Kings of Rock ’n’ Roll (mit Bill Haley und Little Richard)
- 1974: Chuck Berry’s Golden Decade, Vol. 3
- 1974: All-Time Rock’n’Roll Party Hits
- 1974: Wild Berrys
- 1974: Chuck and His Friends (mit Tracks verschiedener Interpreten, 3 LPs)
- 1975: Flashback (2 LPs)
- 1976: Chuck Berry’s Greatest Hits
- 1976: Chuck Berry
- 1977: The Story of Rock and Roll
- 1978: The Best of the Best of Chuck Berry
- 1978: Chuck Berry’s 16 Greatest Hits
- 1979: All-Time Hits
- 1980: 20 Super Hits
- 1980: The Legends of Rock – Chuck Berry (2 LPs)
- 1980: Mods & Rockers
- 1980: Spotlight on Chuck Berry
- 1981: Chuck Berry (Amiga, nur DDR)
- 1981: Chess Masters Series
- 1981: Chuck Berry
- 1982: The Great Twenty-Eight (Platz 21 der Rolling-Stone-500)
- 1982: Portrait: Original Rock ’n’ Roll Hits (2 LPs)
- 1982: Hail Hail Rock and Roll
- 1983: 20 Greatest Hits
- 1983: Back in the USA
- 1983: Chess Masters (2 LPs)
- 1983: Rock’n’Roll Superstar Chuck Berry 16 Super Hits
- 1983: Reeling Rollin’ Rocking
- 1984: Greatest Hits – Original Versions
- 1985: Greatest Hits
- 1986: More Rock ’n’ Roll Rarities from the Golden Age of Chess Records
- 1987: Greatest Hits
- 1987: Decade ’55 – ’65
- 1987: The Best Of … – Rock ’n’ Roll Music
- 1987: Rock & Roll Music
- 1987: Reelin’ and a Rockin’
- 1988: Chess Masters
- 1988: Super Hits
- 1988: The Chess Box (Box mit 3 CDs)
- 1988: Hail Hail Rock ’n’ Roll
- 1988: The Collection
- 1988: Roll Over Beethoven
- 1988: The Best Of
- 1988: Greatest Hits
- 1989: Rock and Roll Music
- 1989: Rock & Roll Music – Volume 1
- 1989: Roll Over Beethoven
- 1989: Vintage Gold (Mini-CD)
- 1989: Vintage Gold II (Mini-CD)
- 1989: Johnny B. Goode
- 1990: Missing Berries, Rarities, Volume 3
- 1990: 16 Original World Hits
- 1990: The Best of Chuck Berry
- 1990: Chuck Berry (EP)
- 1991: The EP Collection
- 1991: The Ultimate Collection
- 1991: The Best of Chuck Berry
- 1991: The Chess Masters – Volume One – 1955–1958
- 1991: The Collection
- 1992: 20 Great Tracks
- 1993: Blues Berry
- 1993: Mr Rock ’n’ Roll
- 1993: On the Blues Side
- 1994: The Best of Chuck Berry (UK: Gold)
- 1994: Let It Rock
- 1995: Live
- 1995: Let It Rock
- 1996: Chuck Berry (2 CDs)
- 1996: School Day (Maxi-Single-Kompilation)
- 1996: Portrait of Chuck Berry
- 1996: The Best of Chuck Berry (2 CDs)
- 1997: His Best, Volume 1
- 1997: His Best, Volume 2
- 1997: The Sensational Chuck Berry Live
- 1997: Guitar Legends (mit Bo Diddley)
- 1997: Sweet Little Rock ’n’ Roller
- 1997: Greatest Hits – Live
- 1998: Rock ’n’ Roll Music
- 1998: Chuck Berry
- 1999: The Best of Chuck Berry
- 1999: Rock’n’Roll Hits
- 2000: The Anthology
- 2000: TV Special 1972
- 2000: The Best Of
- 2001: Chuck Berry
- 2001: Long Live Rock ’n’ Roll
- 2003: Rock’n’Roll Music
- 2003: Blues
- 2004: The World Wide Rights Collection
- 2004: Greatest Hits
- 2005: The Definitive Collection
- 2006: Reelin’ and Rockin’ – The Very Best Of
- 2007: Chuck Berry: Sweet Little Sixteen
- 2007: Rocks – Roll Over Beethoven
- 2007: Johnny B. Goode – His Complete ’50s Chess Recordings (4 CDs)
- 2007: The Ultimate Collection (3 CDs)
- 2007: 18 Greatest
- 2008: Rock ’n’ Roll Legends
- 2009: You Never Can Tell – His Complete Chess Recordings 1960–1966 (4 CDs)
- 2010: Rockin’ (20 Original Recordings)
- 2010: You Can’t Catch Me
- 2011: The Best Of (2 CDs)
- 2012: The Chess Years
- 2014: The Essential Tracks (2 LPs)
- 2019: All Time Greats (UK: Silber)

### EPs
| Jahr | Titel           | Höchstplatzierung, Gesamtwochen, AuszeichnungChartplatzierungen (Jahr, Titel, Platzierungen, Wochen, Auszeichnungen, Anmerkungen) | Höchstplatzierung, Gesamtwochen, AuszeichnungChartplatzierungen (Jahr, Titel, Platzierungen, Wochen, Auszeichnungen, Anmerkungen) | Höchstplatzierung, Gesamtwochen, AuszeichnungChartplatzierungen (Jahr, Titel, Platzierungen, Wochen, Auszeichnungen, Anmerkungen) | Höchstplatzierung, Gesamtwochen, AuszeichnungChartplatzierungen (Jahr, Titel, Platzierungen, Wochen, Auszeichnungen, Anmerkungen) | Höchstplatzierung, Gesamtwochen, AuszeichnungChartplatzierungen (Jahr, Titel, Platzierungen, Wochen, Auszeichnungen, Anmerkungen) | Anmerkungen                             |
| Jahr | Titel           | DE | CH | UK | US | R&B | Anmerkungen                             |
| ---- | --------------- | --- | --- | --- | --- | --- | --------------------------------------- |
| 2017 | Berry Christmas | — | — | — | US54 (21 Wo.)US | — | Erstveröffentlichung: 15. Dezember 2017 |

Weitere EPs
- 1956: After School Session
- 1956: Rhythm and Blues with Chuck Berry
- 1958: Rock and Roll Music
- 1958: Sweet Little 16
- 1959: Reelin’ and Rockin’
- 1963: Chuck and Bo (mit Bo Diddley)
- 1963: Chuck Berry
- 1963: Chuck and Bo Vol. 2 (mit Bo Diddley)
- 1963: This Is Chuck Berry
- 1964: Chuck and Bo Vol. 3 (mit Bo Diddley)
- 1964: The Best of Chuck Berry
- 1964: Chuck Berry Hits
- 1964: Blue Mood
- 1965: Promised Land
- 1965: Come On
- 1966: I Got a Booking
- 1966: You Came a Long Way from St Louis
- 1972: Big Daddies (mit Bo Diddley)
- 1979: Chuck Berry Vol. 1 – The Big Six – Super Single – The Single That Thinks It’s an Album
- 1979: Chuck Berry Vol. 2 – The Big Six – Super Single – The Single That Thinks It’s an Album
- 1984: Sweet Little Sixteen / Nadine (Is It You) / Johnny B. Good/Carol (Medley)
- 1985: Sweet Little Sixteen / Roll Over Beethoven / Johnny B. Good / School Day
- 1990: Maybellene / School Day (Ring Ring Goes the Bell) / Nadine / Carol

## Singles
| Jahr | Titel Album                                                 | Höchstplatzierung, Gesamtwochen, AuszeichnungChartplatzierungen (Jahr, Titel, Album, Platzierungen, Wochen, Auszeichnungen, Anmerkungen) | Höchstplatzierung, Gesamtwochen, AuszeichnungChartplatzierungen (Jahr, Titel, Album, Platzierungen, Wochen, Auszeichnungen, Anmerkungen) | Höchstplatzierung, Gesamtwochen, AuszeichnungChartplatzierungen (Jahr, Titel, Album, Platzierungen, Wochen, Auszeichnungen, Anmerkungen) | Höchstplatzierung, Gesamtwochen, AuszeichnungChartplatzierungen (Jahr, Titel, Album, Platzierungen, Wochen, Auszeichnungen, Anmerkungen) | Höchstplatzierung, Gesamtwochen, AuszeichnungChartplatzierungen (Jahr, Titel, Album, Platzierungen, Wochen, Auszeichnungen, Anmerkungen) | Höchstplatzierung, Gesamtwochen, AuszeichnungChartplatzierungen (Jahr, Titel, Album, Platzierungen, Wochen, Auszeichnungen, Anmerkungen) | Anmerkungen                                                       |
| Jahr | Titel Album                                                 | DE | AT | CH | UK | US | R&B | Anmerkungen                                                       |
| ---- | ----------------------------------------------------------- | --- | --- | --- | --- | --- | --- | ----------------------------------------------------------------- |
| 1955 | Maybellene Berry Is on Top                                  | — | — | — | — | US5 (13 Wo.)US | R&B1 (16 Wo.)R&B | Chuck Berry and His Combo                                         |
| 1955 | Wee Wee Hours After School Session                          | — | — | — | — | — | R&B10 (1 Wo.)R&B | Chuck Berry and His Combo, B-Seite von Maybellene                 |
| 1955 | Thirty Days (To Come Back Home) More Chuck Berry            | — | — | — | — | — | R&B2 (11 Wo.)R&B | Chuck Berry and His Combo                                         |
| 1956 | No Money Down After School Session                          | — | — | — | — | — | R&B8 (5 Wo.)R&B | Chuck Berry and His Combo                                         |
| 1956 | Roll Over Beethoven Berry Is on Top                         | DE31 (8 Wo.)DE | — | — | — | US29 (5 Wo.)US | R&B2 (7 Wo.)R&B | Chuck Berry and His Combo                                         |
| 1956 | Brown Eyed Handsome Man After School Session                | — | — | — | — | — | R&B5 (8 Wo.)R&B |                                                                   |
| 1956 | Too Much Monkey Business After School Session               | — | — | — | — | — | R&B4 (6 Wo.)R&B | B-Seite von Brown Eyed Handsome Man                               |
| 1957 | School Day (Ring! Ring! Goes the Bell) After School Session | — | — | — | UK24 (4 Wo.)UK | US5 (26 Wo.)US | R&B1 (15 Wo.)R&B |                                                                   |
| 1957 | Oh Baby Doll One Dozen Berrys                               | — | — | — | — | US57 (7 Wo.)US | R&B12 (1 Wo.)R&B |                                                                   |
| 1957 | Rock and Roll Music One Dozen Berrys                        | — | — | — | — | US8 (19 Wo.)US | R&B6 (9 Wo.)R&B |                                                                   |
| 1958 | Sweet Little Sixteen One Dozen Berrys                       | — | — | — | UK16 (5 Wo.)UK | US2 (16 Wo.)US | R&B1 (11 Wo.)R&B |                                                                   |
| 1958 | Johnny B. Goode Berry Is on Top                             | — | — | CH83 (1 Wo.)CH | UK— PlatinUK | US8 Platin · (15 Wo.)US | R&B2 (12 Wo.)R&B | Charteintritt in der Schweiz nach dem Tod Berrys am 18. März 2017 |
| 1958 | Beautiful Delilah More Chuck Berry                          | — | — | — | — | US81 (2 Wo.)US | — |                                                                   |
| 1958 | Carol Berry Is on Top                                       | — | — | — | — | US18 (10 Wo.)US | R&B9 (8 Wo.)R&B |                                                                   |
| 1958 | Sweet Little Rock and Roll Berry Is on Top                  | — | — | — | — | US47 (9 Wo.)US | R&B13 (3 Wo.)R&B |                                                                   |
| 1958 | Joe Joe Gun Berry Is on Top                                 | — | — | — | — | US83 (5 Wo.)US | — |                                                                   |
| 1958 | Run Rudolph Run Rock ’n’ Roll Legends                       | DE— aDE | AT71 (1 Wo.)AT | CH39 (8 Wo.)CH | UK36 Platin · (22 Wo.)UK | US10 Platin · (26 Wo.)US | — |                                                                   |
| 1958 | Merry Christmas Baby St. Louis to Liverpool                 | — | — | — | — | US71 (3 Wo.)US | — |                                                                   |
| 1959 | Anthony Boy Berry Is on Top                                 | — | — | — | — | US60 (5 Wo.)US | — | Erstveröffentlichung: Januar 1959                                 |
| 1959 | Almost Grown Berry Is on Top                                | — | — | — | — | US32 (13 Wo.)US | R&B3 (13 Wo.)R&B | Erstveröffentlichung: März 1959                                   |
| 1959 | Little Queenie Berry Is on Top                              | — | — | — | — | US80 (4 Wo.)US | — |                                                                   |
| 1959 | Back in the U.S.A. More Chuck Berry                         | — | — | — | — | US37 (8 Wo.)US | R&B16 (8 Wo.)R&B | Erstveröffentlichung: Juni 1959                                   |
| 1960 | Let It Rock / Memphis, Tennessee Rockin’ at the Hops        | — | — | — | UK6 (13 Wo.)UK | US64 (8 Wo.)US | — |                                                                   |
| 1960 | Too Pooped to Pop (Casey) Rockin’ at the Hops               | — | — | — | — | US42 (6 Wo.)US | R&B18 (3 Wo.)R&B | Erstveröffentlichung: Januar 1960                                 |
| 1963 | Go Go Go Chuck Berry on Stage                               | — | — | — | UK38 (6 Wo.)UK | — | — | Erstveröffentlichung: Juli 1963                                   |
| 1964 | Nadine (Is It You?) Plays Tunes by Chuck Berry              | — | — | — | UK27 (7 Wo.)UK | US23 (10 Wo.)US | R&B23 (18 Wo.)R&B | Erstveröffentlichung: Februar 1964                                |
| 1964 | No Particular Place to Go St. Louis to Liverpool            | — | — | — | UK3 (12 Wo.)UK | US10 (11 Wo.)US | R&B2 (14 Wo.)R&B | Erstveröffentlichung: April 1964                                  |
| 1964 | You Never Can Tell St. Louis to Liverpool                   | — | — | — | UK23 Gold · (8 Wo.)UK | US14 (9 Wo.)US | — | Erstveröffentlichung: Juli 1964                                   |
| 1964 | Little Marie St. Louis to Liverpool                         | — | — | — | — | US54 (6 Wo.)US | R&B30 (6 Wo.)R&B | Erstveröffentlichung: September 1974                              |
| 1964 | Promised Land St. Louis to Liverpool                        | — | — | — | UK26 (6 Wo.)UK | US41 (7 Wo.)US | R&B16 (7 Wo.)R&B | Erstveröffentlichung: November 1964                               |
| 1965 | Dear Dad Chuck Berry in London                              | — | — | — | — | US95 (4 Wo.)US | — | Erstveröffentlichung: März 1965                                   |
| 1972 | My Ding-a-ling The London Chuck Berry Sessions              | DE40 (7 Wo.)DE | — | — | UK1 (17 Wo.)UK | US1 Gold · (17 Wo.)US | R&B42 (7 Wo.)R&B | Erstveröffentlichung: Juni 1972                                   |
| 1972 | Reelin’ and Rockin’ The London Chuck Berry Sessions         | — | — | — | UK18 (7 Wo.)UK | US27 (13 Wo.)US | — |                                                                   |

grau schraffiert: keine Chartdaten aus diesem Jahr verfügbar
Weitere Singles
- 1956: Down Bound Train
- 1956: You Can’t Catch Me
- 1959: Broken Arrow
- 1960: Bye Bye Johnny
- 1960: I Got to Find My Baby
- 1960: Jaguar and Thunderbird
- 1960: I’m Talking About You
- 1961: Come On
- 1964: Chuck’s Beat (mit Bo Diddley)
- 1965: It Wasn’t Me
- 1966: Ramona, Say Yes
- 1966: Club Nitty Gritty
- 1967: Feelin’ It (mit The Miller Band)
- 1968: Louie to Frisco
- 1969: It’s Too Dark in There
- 1970: Tulane
- 1972: School Days
- 1973: Bio
- 1973: South of the Border
- 1975: Shake, Rattle and Roll
- 1979: Oh What a Thrill
- 1991: Hail Hail Rock ’n’ Roll – The Mix

## Boxsets
- 2010: Have Mercy: His Complete Chess Recordings 1969–1974 (4 CDs)
- 2014: Rock and Roll Music – Any Old Way You Choose It – The Complete Studio Recordings … Plus! (Box mit 16 CDs)

## Sonderveröffentlichungen
Boxsets
| Jahr | Titel Musiklabel                                              | Anmerkungen                                                                                 |
| ---- | ------------------------------------------------------------- | ------------------------------------------------------------------------------------------- |
| 2010 | Chuck Berry & Other Kings of Rock’n’Roll Big3                 | Erstveröffentlichung: 26. Juli 2010 Teil der Reihe The Absolutely Essential 3 CD Collection |
| 2011 | 5 Classic Albums Plus Bonus Singles and Rare Tracks Real Gone | Erstveröffentlichung: 2012 Teil der Reihe Real Gone Rock ’N’ Roll                           |
| 2011 | Chuck Rocks Bear Family Records                               | Erstveröffentlichung: 2012 Teil der Reihe Rocks                                             |
| 2011 | Icon Geffen Records                                           | Erstveröffentlichung: 2012 Teil der Reihe Icon                                              |
| 2017 | The Platinum Collection Not Now Music                         | Erstveröffentlichung: 2017 Teil der Reihe The Platinum Collection                           |

## Statistik

### Chartauswertung
|                     | DE    | AT    | CH    | UK    | US     | R&B     |
| ------------------- | ----- | ----- | ----- | ----- | ------ | ------- |
| Nummer-eins-Alben   | DE—DE | AT—AT | CH—CH | UK—UK | US—US  | R&B—R&B |
| Top-10-Alben        | DE—DE | AT—AT | CH—CH | UK5UK | US1US  | R&B1R&B |
| Alben in den Charts | DE1DE | AT1AT | CH3CH | UK7UK | US13US | R&B2R&B |

|                       | DE    | AT    | CH    | UK     | US     | R&B      |
| --------------------- | ----- | ----- | ----- | ------ | ------ | -------- |
| Nummer-eins-Singles   | DE—DE | AT—AT | CH—CH | UK1UK  | US1US  | R&B3R&B  |
| Top-10-Singles        | DE—DE | AT—AT | CH—CH | UK3UK  | US8US  | R&B14R&B |
| Singles in den Charts | DE2DE | AT1AT | CH2CH | UK11UK | US27US | R&B22R&B |

### Auszeichnungen für Musikverkäufe
| Goldene Schallplatte - Italien - 2019: für die Single Johnny B. Goode - 2023: für die Single You Never Can Tell - Neuseeland - 2022: für die Single Run Rudolph Run - 2025: für das Album The Definitive Collection | Platin-Schallplatte - Frankreich - 1993: für das Album Les Génies Du Rock N° 1 - Spanien - 2024: für die Single Johnny B. Goode - 2025: für die Single You Never Can Tell |

Anmerkung: Auszeichnungen in Ländern aus den Charttabellen bzw. Chartboxen sind in ebendiesen zu finden.
| Land/RegionAuszeichnungen für Musikverkäufe (Land/Region, Auszeichnungen, Verkäufe, Quellen) | Silber  | Gold     | Platin     | Verkäufe  | Quellen              |
| -------------------------------------------------------------------------------------------- | ------- | -------- | ---------- | --------- | -------------------- |
| Frankreich (SNEP)                                                                            | —       | —        | Platin1    | 300.000   | infodisc.fr          |
| Italien (FIMI)                                                                               | —       | 2× Gold2 | —          | 75.000    | fimi.it              |
| Neuseeland (RMNZ)                                                                            | —       | 2× Gold2 | —          | 22.500    | radioscope.co.nz NZ2 |
| Spanien (Promusicae)                                                                         | —       | —        | 2× Platin2 | 120.000   | elportaldemusica.es  |
| Vereinigte Staaten (RIAA)                                                                    | —       | 2× Gold2 | 2× Platin2 | 3.500.000 | riaa.com             |
| Vereinigtes Königreich (BPI)                                                                 | Silber1 | 2× Gold2 | 2× Platin2 | 1.760.000 | bpi.co.uk            |
| Insgesamt                                                                                    | Silber1 | 8× Gold8 | 7× Platin7 |           |                      |